# Sergentomyia sumatrae
Sergentomyia sumatrae är en tvåvingeart som beskrevs av Lewis 1987. Sergentomyia sumatrae ingår i släktet Sergentomyia och familjen fjärilsmyggor. Inga underarter finns listade i Catalogue of Life.